# Stenus kolbei
Stenus kolbei är en skalbaggsart som beskrevs av Ulrich Gerhardt 1893. Stenus kolbei ingår i släktet Stenus, och familjen kortvingar. Arten har ej påträffats i Sverige.